# Rune Ander
Karl Rune Ander, född 29 januari 1916 i Stockholm, död 9 oktober 1987 i Bandhagen, var en svensk musiker (trumpet) och (piano).
Rune Ander blev tidigt en ofta anlitad trumpetare inom jazzmusiken och han har även medverkat på skivor med Sven-Olof Sandberg och Ulla Billquist. Ander har också i film medverkat i några roller som musiker. Han är gravsatt i minneslunden på Skogskyrkogården i Stockholm.

## Filmografi
- 1941 – Gatans serenad
- 1941 – Hem från Babylon